# 土耳其政治
土耳其政治制度原是以議會制代議民主制的共和制為框架，土耳其總統是政府的領導人，並實行多黨制。行政權由政府行使，立法權則屬於政府及土耳其大國民議會，司法權則獨立於行政權及立法權。現行的憲法在1982年11月7日起實施，憲法實行世俗主義。
2010年土耳其修憲公投通過了新的憲法，限制了軍隊的權力。土耳其的政治體制以分權為原則。
2017年土耳其修憲公投以微弱优势通过，土耳其转变为总统制国家，总理一职也会废除。土耳其總統成為國家元首兼任政府首腦，是國家最高領導人。
土耳其法律中有禁止侮辱土耳其的條款。土耳其刑法301條禁止侮辱土耳其民族、也禁止侮辱土耳其共和國、土耳其的政府機構或土耳其的民族英雄。土耳其現行法律也禁止侮辱土耳其總統，而這項法律涉及到了幽默或諷刺等表達方式。在土耳其，觸犯刑法301條的人，也就是侮辱土耳其的人，可處六個月至兩年有期徒刑。

## 行政部門
國家元首，同時也是行政首長，為總統。總統任期五年（2014年前總統任期為七年），由公民直接選舉產生。總統毋須是議會的議員。
現任總統雷傑普·塔伊普·埃爾多安是在2014年8月10日選舉產生，於28日就任。

## 立法部門
擁有550個議席的土耳其大國民議會掌有立法權，他們分別代表81個省份。議會議員每五年一任。在2017年的修憲公投後，國會有以下的權利:
- 制定，修訂，廢止法律
- 接受國際協議
- 探討，增加或削減國家預算
- 對土耳其法官檢查官最高理事會中的7名成員進行任命
- 以及行使憲法賦予的其他權力

## 各級選舉系統
各類選舉所用選舉制度的簡要概述如下：
- 國會选举：採用封閉式政黨比例代表制 ，550名议会议员大国民议会从85 个选区中選出 ，每個選區的選出的議員數量多寡取決與該選區的人口。惟黨派需獲得全國至少10%的選票才可獲得議席。獨立候選人則不受10%選票門檻限制。
- 地方选举： 大都市和地區首長、市議員和省議員、村長和他们的村委会选举採用多數制選舉 ，候选人只要在其選區獲得相對多数的選票及勝出。
- 总统选举： 採用 兩輪選舉制，候選人在第一輪投票中沒有獲得絕對多數票；那麼得票數最多的兩名候選人，將在兩星期後的第二輪選舉中再次競爭。

## 重要的政治主張
土耳其憲法及較活躍的政黨建基於以下的政治主張：
- 政教分離（Laicism）
- 現代化
- 土耳其民族主義

其他的政治主張亦影響土耳其政治及其近代歷史，包括：
- 資本主義
- 共產主義
- 伊斯蘭原教旨主義（Islamic fundamentalism）
- 庫爾德人分離主義（Kurdish separatism）
- 泛突厥主義
- 社會主義

## 政黨及選舉
自1950年始，議會一直受到保守黨派把持。現時的執政黨正義與發展黨，其核心都是穆斯林，他們傾向於把政黨定位為傳統民主黨派。而中左翼世俗黨派，最有名的是共和人民黨，該黨有穩定的支持者，大多來自大城市、沿岸地區、中產人士，還有少數是阿列维派（属什葉派）教徒及庫爾德人。

### 2007年7月選舉結果及分析
2007年7月22日土耳其大國民議會選舉結果摘要
| 政黨 | 選票       | 選票  | 選票   | 議席 | 議席 |
| 政黨 | 數目       | %     | ±      | 數目 | ±    |
| --- | ---------- | ----- | ------ | ---- | ---- |
| 正义与发展党 (AKP) | 16,340,534 | 46.66 | +12.38 | 341  | –23  |
| 共和人民黨 (CHP) | 7,300,234  | 20.85 | +1.46  | 112  | –66  |
| 民族主义行动党 (MHP) | 5,004,003  | 14.29 | +5.93  | 71   | +71  |
| 民主黨 (DP) | 1,895,807  | 5.41  | –4.13  | 0    | ±0   |
| 無黨派人士 | 1,822,253  | 5.20  | +4.20  | 26   | +18  |
| 青年黨 (GP) | 1,062,352  | 3.03  | –4.22  | 0    | ±0   |
| 幸福黨 (SP) | 817,843    | 2.34  | –0.15  | 0    | ±0   |
| 土耳其獨立黨 (BTP) | 178,694    | 0.51  | +0.03  | 0    | ±0   |
| 人民上揚黨 (HYP) | 175,544    | 0.50  | +0.50  | 0    | ±0   |
| 工人黨 (İP) | 127,220    | 0.36  | –0.15  | 0    | ±0   |
| 土耳其光明黨 (ATP) | 99,938     | 0.29  | +0.29  | 0    | ±0   |
| 土耳其共產黨 (TKP) | 77,657     | 0.22  | +0.03  | 0    | ±0   |
| 自由與團結黨 (ÖDP) | 51,945     | 0.15  | –0.19  | 0    | ±0   |
| 自由民主黨 (LDP) | 36,717     | 0.10  | –0.18  | 0    | ±0   |
| 勞動黨 (EMEP) | 26,574     | 0.08  | +0.08  | 0    | ±0   |
| 合計 (投票率 84.4%) | 35,017,315 | 100.0 | —      | 550  | —    |
| 來源: Seçim 2007 獨立人士的議席分配如下:[https://web.archive.org/web/20140815111224/http://www.turkishpress.com/news.asp?id=186642%5D%3C%2Fsup> - 23名民主社會黨成員及支持者，包括自由與團結黨主席烏霍克·烏拉斯 - 大聯盟黨主席穆赫辛·亞茲喬盧 - 隸屬於祖國黨的前總理梅蘇特·伊馬茲 - 前正途黨成員卡馬·亨斯 13名民主左翼黨成員在共和人民黨的協助下當選 （页面存档备份，存于） |            |       |        |      |      |

正義與發展黨在選舉裡獲得46.76%的選票，得341個議席。共和人民黨得到20.64%的選票，獲112個議席。極右派民族行動黨的得票率為14.33%，得71席。獨立候選人得到28席。獨立候選人並不受10%得票率的當選門檻限制。 

歐盟祝賀正義與發展黨選舉得勝，形容這是「對土耳其革新的要求」。不過，正義與發展黨所得的議席不及議會的三分之二，在推動立法上仍可能會遇上阻力。

## 司法部門
土耳其司法制度的自由及獨立受到憲法的保障。沒有任何組織、個人、機關可以干預法院的運作，行政和立法部門都必須遵從法院的裁決。法院獨立運作，其裁決必須根據憲法、法律及個人判決而來。
土耳其司法制度結構嚴謹。法院沒有陪審團制度，判決基於以律師及檢控官提出的證據確立事實後決定。小型的民事訴訟和案件可由太平紳士審理，這法院只有一名法官負責審理，對於輕罪及瑣碎案件有審理權，刑罰規限在小量罰款至短期監禁。由三名法官審理的法院對民事訴訟及嚴重罪案有裁判權。任何有罪判決都可以轉至上訴庭再審。
所有法院均對外公開。當案件需要閉門聆訊時，必須要對外解釋原因。判決和起訴制度受到憲法保障。除了自願性質外，裁判及檢控官也不會被解雇、強制退休及限制權力，但退休年齡限制仍適用。兒童法院則另有制度。
只有在司法部門的允許及法官不端正行為的情況下，法官才可被查核，在這個情況下，法律專家及高級法官會組成特別組織進行調查。
最高法官及檢控官議會是確保司法公正的主要機構，該議會還有考核專業法官及分配法院工作的權責。土耳其總理雷傑普·塔伊普·埃爾多安是該議會的主席。
土耳其現時採用國家司法電子系統，法院裁決及文件可以在網上查閱。
土耳其接受歐洲人權法院的判決，亦同意受國際協議的約束。

## 軍事因素

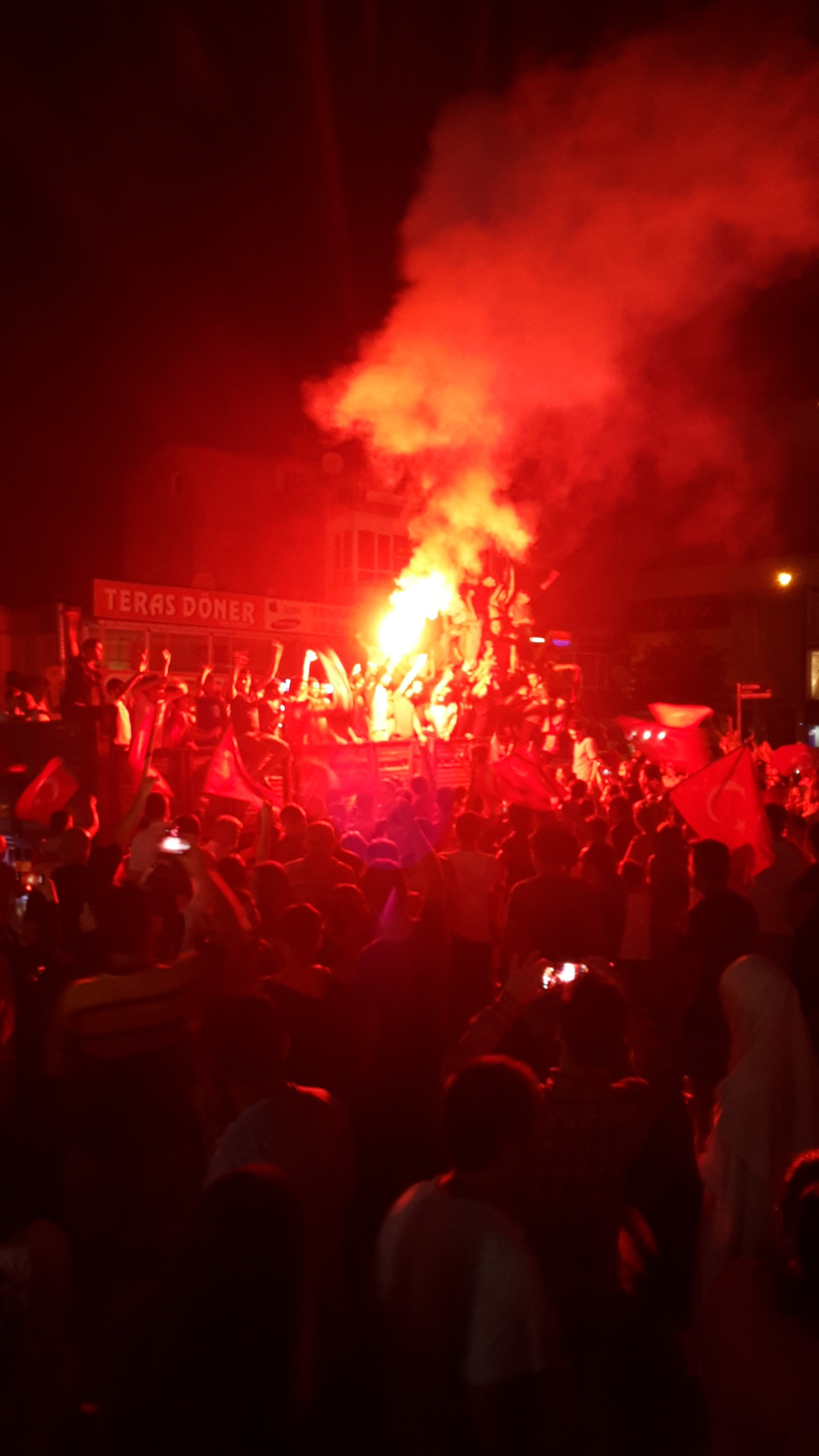
2016土耳其政变

自1923年穆斯塔法·凱末爾·阿塔土克建立現代的土耳其共和國後，雖然阿塔土克一直堅持軍政分離，但軍隊一直都自視為凱末爾主義（土耳其民族主義）的守護者。土耳其武裝部隊對土耳其的政局及決策有一定程度的影響力，特別是國家防務方面，不過國家安全委員會的成立削弱了軍隊對此的影響。
軍方的政治角色較為通俗，他們捍衛世俗主義和共和制，並認為反世俗主義及擁護分離主義的政黨可以透過憲法法院被取締
土耳其軍隊曾經干預政治，軍隊曾在1960年、1971年及1980年發動政變。1997年，軍隊策劃撤除親伊斯蘭總理內吉梅丁·厄巴坎的職務。
2007年4月27日，正值11月4日總統選舉的前夕，軍隊發表聲明，声称自己也是关于世俗主義“讨论”中的一方，這一聲明使人猜測軍隊即將會介入政治。聲明中提到：「土耳其武裝部隊會繼續履行他們的職務，他們對土耳其共和國的角色不會改變，他們對國家是絕對忠誠的。」
而2016年土耳其政變未遂後與西方國家關係開始惡化，其認為歐美國家有嚴重嫌疑參與政變，之後在反IS戰爭中，西方支持庫德族武裝，連帶敲動土境內的庫德族分裂勢力，雙方關係產生變化。2017年9月底，土耳其宣布向俄羅斯購買S-400防空飛彈，引起國際議論，因為北約的目的就是對抗俄羅斯，而現在有北約國家開始與俄國軍事合作，亦有觀點擔心兩國在飛彈安裝的技術交流中，俄方技術員可能得以接觸北約的軍事裝備與科技。

## 图片

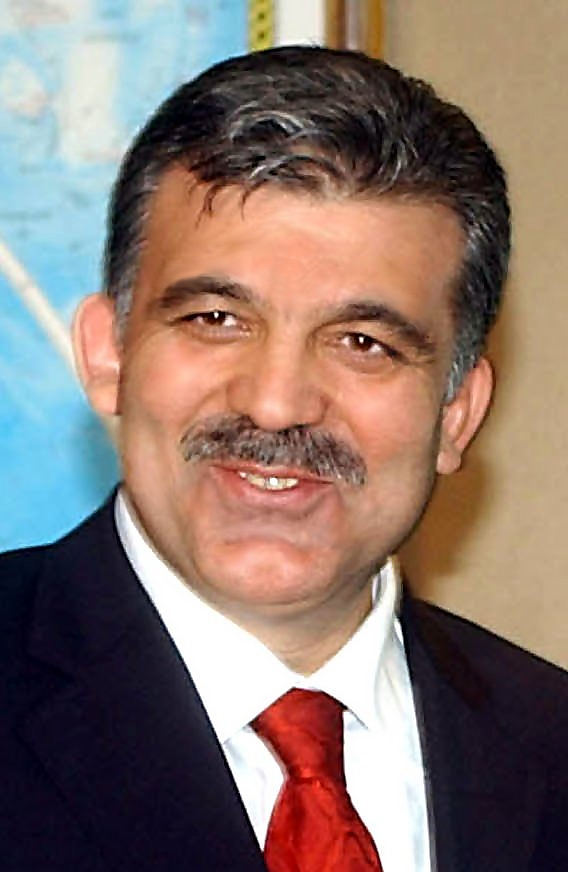
阿卜杜拉·居爾 - 前總統
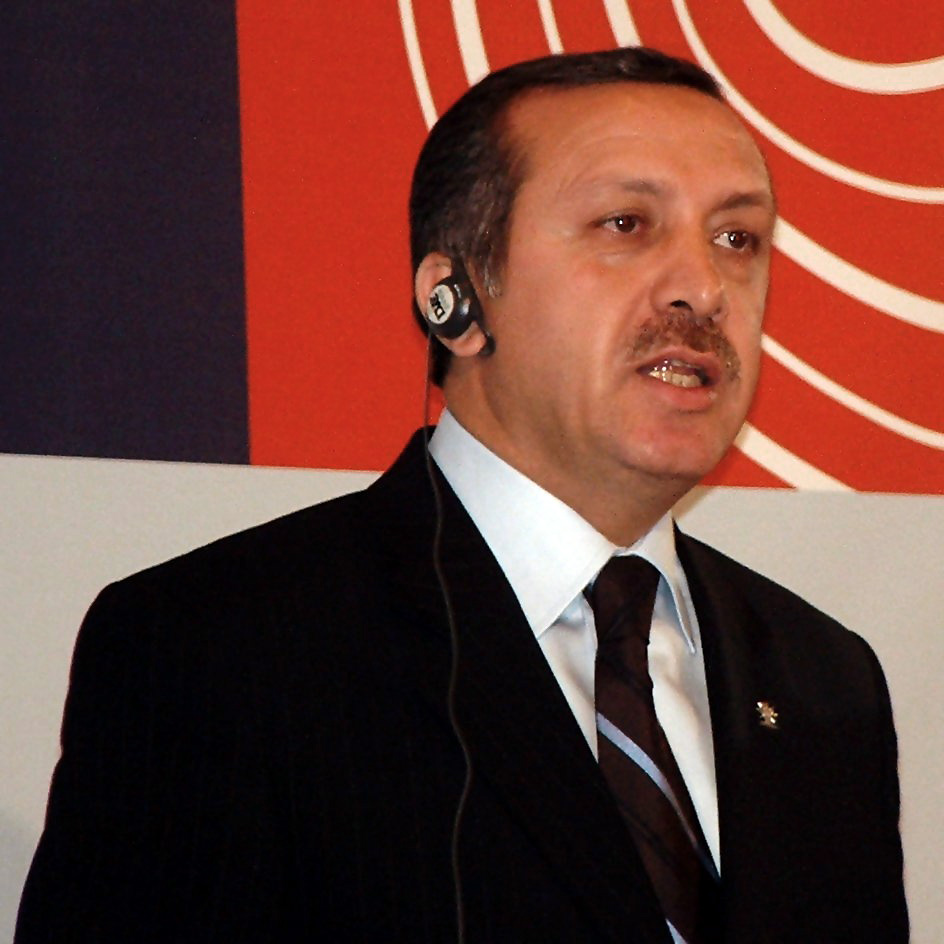
雷傑普·塔伊普·埃爾多安 - 總統
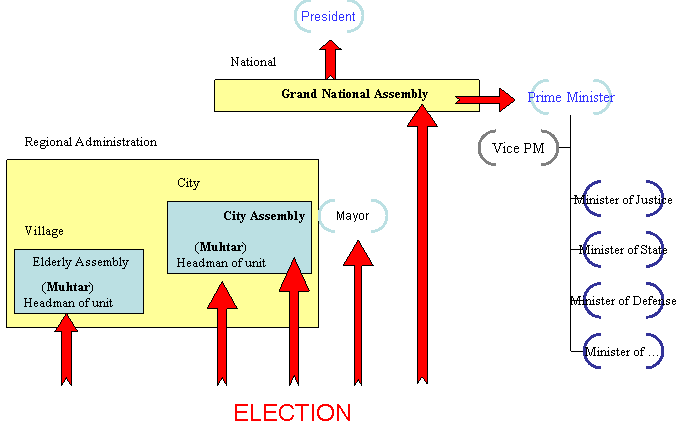
土耳其先前的選舉系統